# Giesering
Giesering ist ein Gemeindeteil des Marktes Isen im oberbayerischen Landkreis Erding.

## Lage
Der Weiler Giesering liegt oberhalb des Mittbachs in der Gemarkung Mittbach 4,3 Kilometer südlich von Isen.

## Denkmalschutz
Der Hakenhof Giesering 3a ist ein eingeschossiger flacher Satteldachbau mit Kniestock und Traufbundwerk aus der ersten Hälfte des 19. Jahrhunderts. Er ist denkmalgeschützt und in der Liste der Baudenkmäler in Isen aufgeführt.

## Bevölkerungsentwicklung
Um 1871 gab es in Giesering 31 Einwohner. Im Mai 1987 lebten dort 28 Einwohner in sechs Wohngebäuden.
| Jahr      | 1871 | 1925 | 1950 | 1970 | 1987 |
| Einwohner | 31   | 40   | 35   | 22   | 28   |